# PFC Kaliakra Kavarna
El PFC Kaliakra Kavarna (búlgaro: ПФК Калиакра Каварна) es un club de fútbol búlgaro de Kavarna fundado en 1922. El equipo disputa sus partidos como local en el Estadio Kavarna y juega en la B PFG, la segunda división de Bulgaria. El club pasó la mayor parte de su historia en divisiones amateur del fútbol búlgaro, pero en los años 1980 experimentó un rápido ascenso hasta llegar a la máxima categoría.
Fue fundado con el nombre Kaliakra Sport Club, y su nombre se debe al cabo Kaliakra, el cual se ubica cerca de la ciudad.